# دانشگاه بینگهمتون

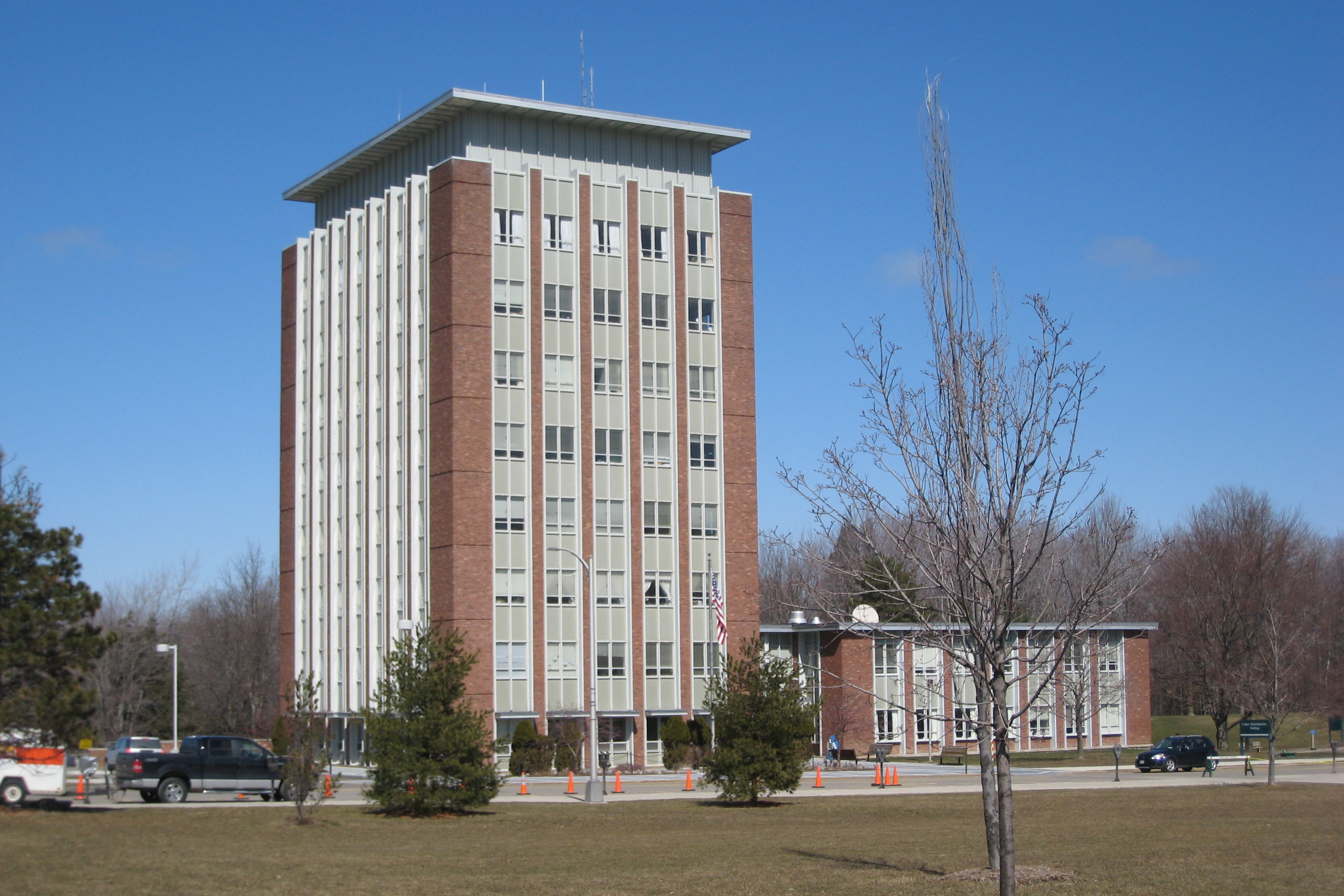
ساختمان اداری کوپر

دانشگاه ایالتی نیویورک در بینگهمتون (به انگلیسی: State University of New York at Binghamton) یک دانشگاه تحقیقاتی دولتی در بینگهمتون واقع در ایالت نیویورک آمریکا است که در سال ۱۹۴۶ میلادی بنیان‌گذاری شده‌است‌.